# 33 Dywizja Kawalerii SS (3 węgierska)
33 Dywizja Kawalerii SS (niem. 33. Waffen-Kavallerie-Division der SS (ungarische Nr. 3)) – dywizja Waffen-SS sformowana w grudniu 1944 roku, mająca skupić węgierskich ochotników, głównie z jednostek węgierskiej kawalerii. Jednostka nigdy nie przekroczyła stanu liczebnego pułku. W styczniu 1945 została rozbita w walkach o Budapeszt. Numer 33 przyznano następnie dywizji Charlemagne. Dowódcą 33 Dywizji Kawalerii SS od 27 grudnia 1944 roku do 23 stycznia 1945 roku był Oberführer SS László Deák.